# Iwano-Frankiwsk
Iwano-Frankiwsk (ukrainisch Івано-Франківськ; russisch Ивано-Франковск Iwano-Frankowsk; jiddisch איוואַנאָ־ פֿראַנקיווסק), bis 1962 russisch Stanislaw, deutsch Stanislau (ukrainisch Станиславів Stanyslawiw, Jiddisch סטאַניסלאַוו, transliteriert Stanislav, polnisch Stanisławów), ist die Gebietshauptstadt der Oblast Iwano-Frankiwsk in der Westukraine. Die Universitätsstadt liegt im Karpatenvorland, das zur historischen Landschaft Galizien gehört.

Rathaus

## Historische Namen und aktueller Name
- 1662–1772: Stanisławów
- 1772–1919: Stanislau
- 1919–1921: Stanyslawiw
- 1921–1939: Stanisławów
- 1939–1941: Stanislaw
- 1941–1944: Stanislau
- 1944–1962: Stanislaw
- 1962–1991: Iwano-Frankowsk (russisch), Iwano-Frankiwsk (ukrainisch)
- seit 1992: Iwano-Frankiwsk

außerdem:
- jiddisch: סטאַניסלעװ, translit. Stanislew
- ungarisch: Sztanyiszló

## Administrative Einordnung
Am 12. Juni 2020 wurde die Stadt zusammen mit 18 umliegenden Dörfern zum Zentrum der neugegründeten Stadtgemeinde Iwano-Frankiwsk (Івано-Франківська міська громада/Iwano-Frankiwska miska hromada) im Rajon Iwano-Frankiwsk, bis dahin bildete sie zusammen mit den Dörfern Chryplyn, Krychiwzi, Mykytynzi, Uhornyky und Wowtschynez (Вовчинець) die Stadtratsgemeinde Iwano-Frankiwsk (Івано-Франківська міська рада/Iwano-Frankiwska miska rada) welche direkt der Oblastverwaltung der Oblast Iwano-Frankiwsk unterstellt war.
Folgende Orte sind neben dem Hauptort Iwano-Frankiwsk Teil der Gemeinde:
| Name                     | Name         | Name                           | Name          |
| ukrainisch transkribiert | ukrainisch   | russisch                       | polnisch      |
| ------------------------ | ------------ | ------------------------------ | ------------- |
| Beresiwka                | Березівка    | Березовка (Beresowka)          | Chomiaków     |
| Bratkiwzi                | Братківці    | Братковцы (Bratkowzy)          | Bratkowce     |
| Chryplyn                 | Хриплин      | Хриплин (Chriplin)             | Chryplin      |
| Dobrowljany              | Добровляни   | Добровляны                     | Dobrowlany    |
| Drahomyrtschany          | Драгомирчани | Драгомирчаны (Dragomirtschany) | Drohomirczany |
| Kaminne                  | Камінне      | Каменное (Kamennoje)           | Kamienna      |
| Kolodijiwka              | Колодіївка   | Колодиевка (Kolodijewka)       | Kołodziejówka |
| Krychiwzi                | Крихівці     | Криховцы (Krichowzy)           | Krechowce     |
| Mykytynzi                | Микитинці    | Никитинцы (Nikitinzy)          | Mykietyńce    |
| Pidluschschja            | Підлужжя     | Подлужье (Podluschje)          | Podłuże       |
| Pidpetschery             | Підпечери    | Подпечеры (Podpetschery)       | Podpieczary   |
| Radtscha                 | Радча        | Радча                          | Radcza        |
| Tschernijiw              | Черніїв      | Черниев (Tschernijew)          | Czerniejów    |
| Tschukaliwka             | Чукалівка    | Чукаловка (Tschukalowka)       | Czukałówka    |
| Tysmenytschany           | Тисменичани  | Тысменичаны (Tysmenitschany)   | Tyśmieniczany |
| Uhornyky                 | Угорники     | Угорники (Ugorniki)            | Uhorniki      |
| Usyn                     | Узин         | Узин (Usin)                    | Uzin          |
| Wowtschynez              | Вовчинець    | Волчинец (Woltschinez)         | Wołczyniec    |

Andere heutige Stadtteile waren früher auch eigenständige Orte, Knjahynyn (Княгинин, polnisch Knihinin) wurde bereits 1925 eingemeindet, Passitschna (Пасічна, polnisch Pasieczna) und Opryschiwzi (Опришівці, polnisch Opryszowce) wurden nach dem Zweiten Weltkrieg ein Teil der Stadt.

## Geschichte

### Polen-Litauen
Während des Aufstands gegen Polen unter Chmelnyzkyj wurde eine Festung in der Nähe des Dorfes Sobolotiv erbaut, um Schutz und Handel zu ermöglichen. 1662 gründete der Gutsbesitzer Andrzej Potocki die Stadt, die er nach seinem Sohn Stanisław Stanisławów nannte. Sie gehörte zur Woiwodschaft Ruthenien. Die Stadt erhielt das Magdeburger Stadtrecht. Die militärische Befestigung an strategisch günstiger Lage auf einem Plateau am Zusammenfluss der Nadwirnaer und der Solotwyner Bystryza kurz vor der Mündung in den Dnister bot natürlichen Schutz. Die barocke Auferstehungskathedrale (Катедральний Собор Святого Воскресіння) wurde von 1753 bis 1763 als Jesuitenkirche erbaut und ging dann in den Besitz der griechisch-unierten Kirche über. Seit 1885 befand sich hier der Sitz eines Episkopats. Nachdem die Jesuiten vertrieben worden waren, befand sich hier ab 1784 das deutsche Gymnasium. Das zweietagige Jesuitenkollegium beherbergt jetzt den Lehrstuhl für Anatomie des Medizinischen Institutes.

### Kaiserreich Österreich
Nach der Ersten Polnischen Teilung im Jahr 1772 wurde die Stadt österreichisch und erhielt den Namen Stanislau. Es lebten dort Polen, Ukrainer (Ruthenen), Juden, Deutsche und andere Nationalitäten. Ab 1850 war die Stadt Sitz der Bezirkshauptmannschaft Stanislau, ab 1867 kam noch ein Bezirksgericht dazu, beide bestanden bis 1918.
1888 gab es folgende Beschreibung:

„Stanislau (Stanisławów), Stadt in Galizien, an der Bistritza, Knotenpunkt der Lemberg–Czernowitzer Bahn und der Staatsbahnlinie Stryi–Husiatyn, ist Sitz eines griechisch-katholischen Bistums, einer Bezirkshauptmannschaft, eines Kreisgerichts und einer Finanzbezirksdirektion, hat ein Standbild Kaiser Franz I., ein Obergymnasium, Oberrealschule, Lehrerbildungsanstalt, große Eisenbahnwerkstätte, Ziegelfabrikation, Dampfmühle, Bierbrauerei, Gerberei, lebhaften Handel und (1880) 18.626 Einw. (darunter 10.023 Juden).“

1896 gründete der deutsche Pfarrer Theodor Zöckler ein Waisenhaus, eine Fabrik und eine Schule als Beginn der Zöcklerschen Anstalten.

### 20. Jahrhundert bis 1939
1919 war die Stadt kurze Zeit Hauptstadt der Westukrainischen Volksrepublik. Nach dem Polnisch-Ukrainischen Krieg wurde Stanisławów 1921 durch den Frieden von Riga polnisch und Zentrum der gleichnamigen Woiwodschaft Stanisławów. Infolge des Hitler-Stalin-Pakts 1939 wurde das Gebiet ab September 1939 von der Sowjetunion besetzt, und es ließen sich viele Flüchtlinge aus den von Deutschen besetzten Gebieten West- und Zentralpolens dort nieder. Während der sowjetischen Besatzung wurden mehr als 500 Menschen durch den sowjetischen Geheimdienst NKWD erschossen und bei Demjaniw Las verscharrt.

### Jüdisches Leben
Seit dem 19. Jahrhundert war Stanisławów auch ein jüdisches Zentrum. Wie aus anderen Städten gab es bis zum Ersten Weltkrieg zeitweise starke Auswanderungsbewegungen, auch der jüdischen Bevölkerung, in die USA. Um 1900 bildeten die Juden knapp die Hälfte der Bevölkerung der Stadt, darunter waren damals etwa 50 % der Juden  polnischsprachig. 1931 lebten 24.823 Juden in der Stadt und bildeten etwa ein Drittel der Bevölkerung. Vertreten waren alle jüdischen Richtungen und Parteien mit ihren Institutionen, von der Agudat Israel, über den Bund bis zu zionistischen Parteien. Die übrige Bevölkerung bestand zu je einem Drittel aus Polen und Ukrainern.

### Ungarische und deutsche Besetzung
Nach dem deutschen Überfall auf die Sowjetunion wurde die Stadt am 2. Juli 1941 von den mit den Deutschen verbündeten Ungarn besetzt, die der Sowjetunion am 27. Juni 1941 den Krieg erklärt hatten. Nach dem Einmarsch ungarischer Truppen kam es zu Übergriffen ukrainischer Einwohner auf die Juden. Diese Ausschreitungen wurden von den Ungarn unterbunden, die ihrerseits mehrere tausend Juden aus Transkarpatien auswiesen, diese zwangsweise nach Stanislau transportierten und alle Juden mit einer Armbinde kennzeichnen ließen.
Als die Deutschen am 20. Juli 1941 die Kontrolle übernahmen, war der jüdische Bevölkerungsteil auf 40.000 Personen angewachsen. Im August 1941 wurde der Distrikt Galizien dem Generalgouvernement angeschlossen, Stanislau bildete die Hauptstadt einer Kreishauptmannschaft.
Die deutsche Sicherheitspolizeistelle Stanislau unter Leitung von Hans Krüger befahl am 6. Oktober 1941 in Nadwirna die Massenerschießung polnischer Juden und eine weitere am 12. Oktober am Stadtrand von Stanisławów. Den ahnungslosen Menschen wurde eine Aussiedlung angekündigt; man führte sie jedoch auf den jüdischen Friedhof, wo bereits Massengräber vorbereitet waren. Etwa 10.000 bis 12.000 Männer, Frauen und Kinder wurden erschossen. Die Mordaktion wurde mit Beginn der Dunkelheit abgebrochen. Der sogenannte Blutsonntag von Stanislau am 12. Oktober 1941 gilt als Beginn der „Endlösung“ im Generalgouvernement. Nach dieser Aktion mussten die überlebenden Juden in einen ärmlichen Stadtteil umziehen, der als Ghetto bewacht wurde. Dort waren bis zu zehn Personen in einem Raum untergebracht.
Am 31. März 1942 trieben deutsche und ukrainische Polizisten jüdische Ghettoinsassen gewaltsam zusammen und selektierten rund 5000 von ihnen, die kein Arbeitsdokument vorweisen konnten. Diese wurden ins Vernichtungslager Belzec transportiert und dort ermordet. Bei einer „Vergeltungsaktion“ im Juli 1942 kamen eintausend Juden zu Tode. Nach einer blutigen „Aktion“ am 12. September 1942 wurden weitere 5000 Juden ins Vernichtungslager Belzec geschafft. Zwischen Januar und Ende Februar 1943 wurde das Ghetto aufgelöst und die meisten Juden umgebracht. Kaum mehr als einhundert von ihnen überlebten. Ein Sonderkommando der Aktion 1005 versuchte 1944, die Spuren von Massengräbern zu beseitigen.
In Stanislau existierte von 1942 bis 1944 das Kriegsgefangenenlager Stalag 371 mit tausenden Insassen.

### Ukrainische SSR
Nach dem Zweiten Weltkrieg wurde die Stadt der Ukrainischen SSR angegliedert und die polnische Bevölkerung von den sowjetischen Behörden im Zuge der Zwangsumsiedlung von Polen aus den ehemaligen polnischen Ostgebieten 1944–1946 vertrieben, sodass in der Stadt heute neben wenigen Russen fast ausschließlich Ukrainer wohnen.
Am 9. November 1962 wurde die Stadt im Rahmen der 300-Jahr-Feier zu Ehren des Schriftstellers Iwan Franko in Iwano-Frankiwsk umbenannt.

### Ukraine
Seit dem Zerfall der Sowjetunion 1991 gehört Iwano-Frankiwsk zur unabhängigen Ukraine. Am 24. April 2018 wurde die Stadt mit dem Europapreis für ihre herausragenden Bemühungen um den europäischen Integrationsgedanken ausgezeichnet.
Bei der Parlamentswahl 2012 erzielte die rechtsradikale Partei Swoboda in Iwano-Frankiwsk 33,8 %, 2014 8,8 %, 2019 8,4 %; sie stellt den Bürgermeister der Stadt.
Gleich am ersten Tag des russischen Überfalls auf die Ukraine wurde am 24. Februar 2022 ein Luftschlag auf eine Luftbasis in Iwano-Frankiwsk verübt.

## Sehenswürdigkeiten

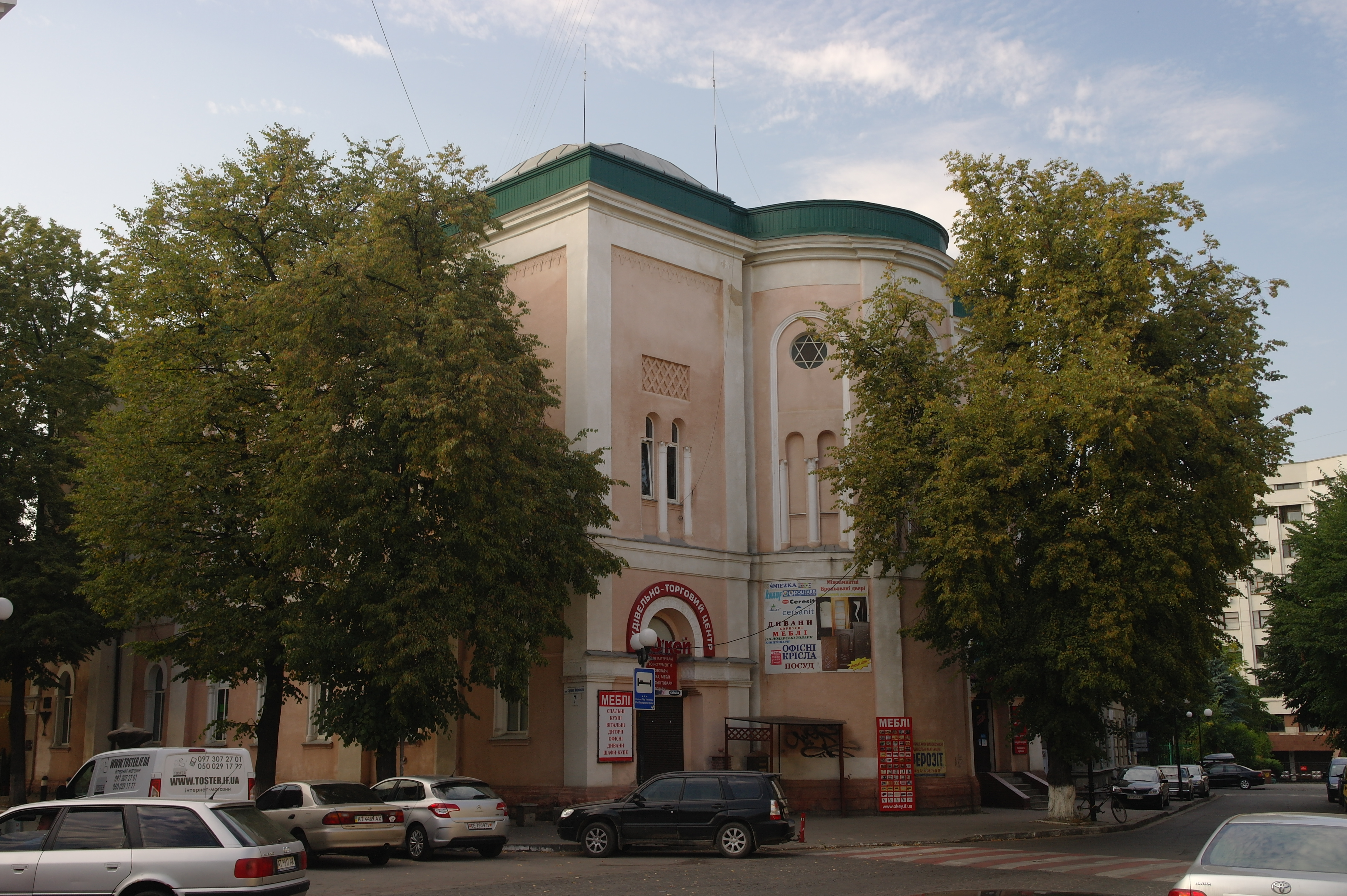
Synagoge Iwano-Frankiwsk 2007

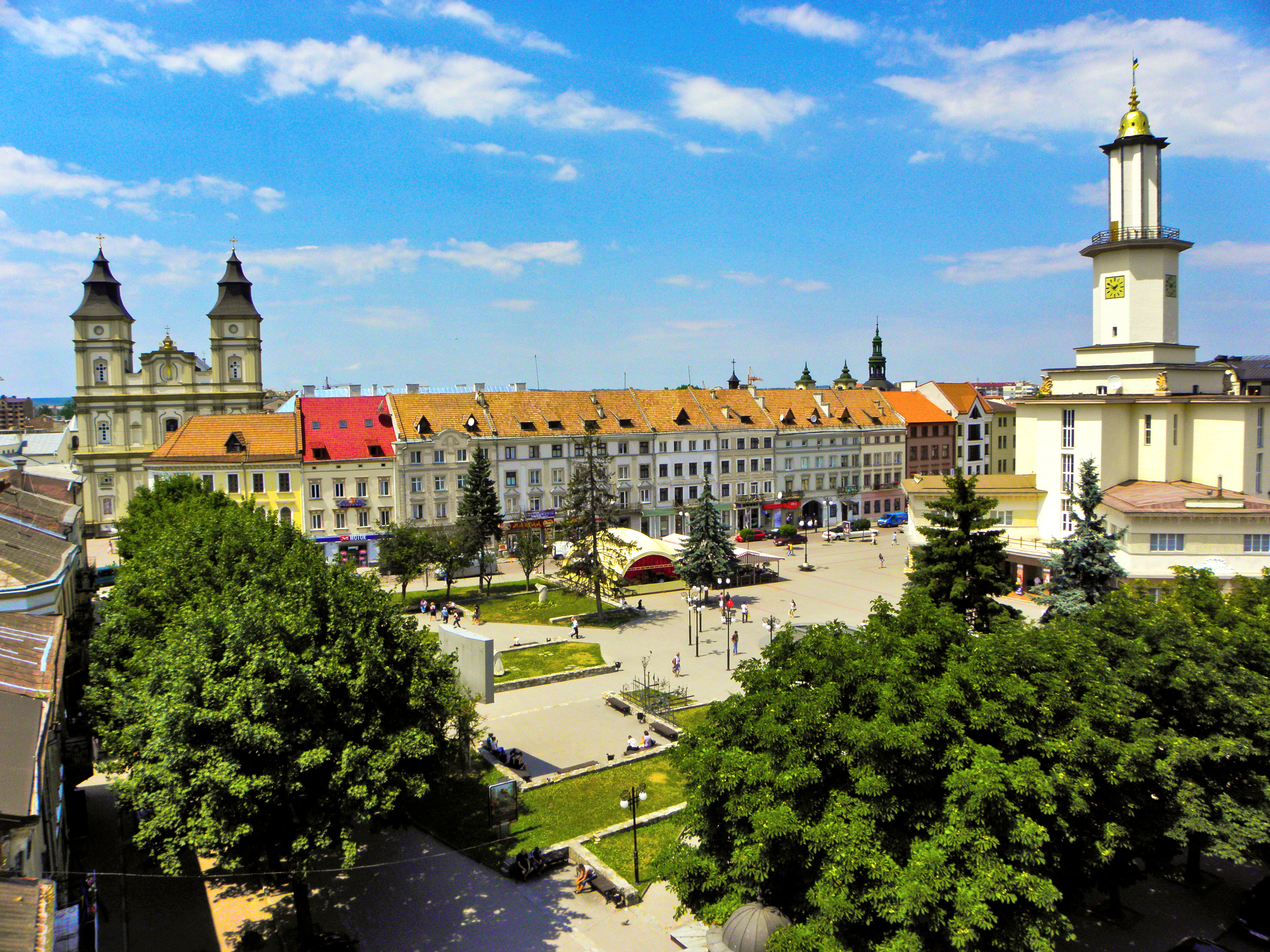
Zentraler Platz

Iwano-Frankiwsk besitzt eine sehenswerte Altstadt, die in den Jahren nach der Unabhängigkeit der Ukraine nahezu vollständig renoviert wurde. Architektonisch erinnert der Stadtkern von Iwano-Frankiwsk in vielem an das alte Österreich-Ungarn. Dazu kommen einerseits die typischen sowjetischen Verwaltungsgebäude und in den Außenbezirken („Microrajons“) Plattenbauten und andererseits neue, private Wohnhäuser, die keinen einheitlichen Bebauungsplänen unterworfen sind.
Aufgrund des wirtschaftlichen Aufschwungs werden im Zentrum der Stadt zunehmend ältere Gebäude abgerissen, um größeren Einkaufspassagen Platz zu machen.
Im Stadtzentrum befindet sich ein künstlicher See, der in der Sowjetzeit am Ort eines früheren jüdischen Friedhofs angelegt wurde. In unmittelbarer Nachbarschaft des Sees liegt der jüdische Friedhof, innerhalb dessen Mauern während der deutschen Besatzung im Zweiten Weltkrieg eine große Anzahl von Juden zusammengetrieben und ermordet wurden.

## Wirtschaft

### Verkehr

#### Bahnstrecken
Iwano-Frankiwsk liegt an der wichtigen Eisenbahnstrecke Lwiw–Tscherniwzi (Czernowitz). Diese war ab 1864 von der Lemberg-Czernowitz-Jassy-Eisenbahn erbaut und 1869 eröffnet worden.
Außerdem zweigen Strecken nach Stryj und über die Karpaten (Jablunyza- oder Tatarenpass) nach Transkarpatien ab.
- Lwiw–Iwano-Frankiwsk–Czernowitz
- Iwano-Frankiwsk–Nadwirna–Jaremtsche–Worochta–Rachiw (–Sighetu Marmației)
- Iwano-Frankiwsk–Stryj–Drohobytsch–Sambir (–Przemyśl, Polen)
- Iwano-Frankiwsk–Tysmenyzja (stillgelegt)

#### Straßenverkehr
Die Stadt liegt an den nationalen Fernstraßen N 09, N 10 und N 18.
Der Nahverkehr wird mit Bussen, Trolleybussen und Marschrutki abgewickelt.

#### Flughafen
Vier Kilometer südwestlich der Stadt liegt der Flughafen Iwano-Frankiwsk. Er wird auch militärisch genutzt.

### Erdöl und Erdgas
In den Vorkarpaten, etwa 80–100 Kilometer westlich der Stadt, werden um Boryslaw seit dem 19. Jahrhundert Erdöl- und Erdgaslagerstätten im industriellen Maßstab genutzt. In der zweiten Hälfte des 20. Jahrhunderts wurde von der Sowjetunion der Bau einer Erdgastrasse (Pipeline) vom Gasfeld Urengoi in Sibirien nach Uschhorod zur Versorgung Westeuropas errichtet und an der Stadt vorbeigeführt.

## Kultur

### Kunst- und Literaturszene
Es gibt eine lebendige Kunst- und Kulturszene um den Schriftsteller Jurij Andruchowytsch (* 1960), der Iwano-Frankiwsk zum legendären Macondo des Gabriel García Márquez erklärte. Zur Szene gehören auch die Schriftstellerin Halyna Petrossanjak (* 1969) und der Schriftsteller Taras Prochasko.
Des Weiteren ist das Kunstmuseum von Prykarpattja ein bedeutsamer Ausstellungsort für regionale Kunst der letzten Jahrhunderte.

### Universitäten
Die Stadt beherbergt neben der nach Wassyl Stefanyk benannten Nationalen Wassyl-Stefanyk-Universität der Vorkarpaten die „Staatliche Technische Hochschule für Erdöl und Erdgas“, die Nationale Medizinische Universität und ein Geistliches Seminar der Griechisch-Katholischen Kirche.

### Städtepartnerschaften
Iwano-Frankiwsk listet 22 Partnerstädte auf:
| Stadt                            | Land               | seit |
| -------------------------------- | ------------------ | ---- |
| Arlington County                 | Vereinigte Staaten | 2011 |
| Baia Mare                        | Rumänien           | 1990 |
| Brest                            | Belarus            | 2004 |
| Chrzanów                         | Polen              | 2001 |
| Jelgava                          | Lettland           | 2007 |
| Koszalin                         | Polen              | 2010 |
| Lublin                           | Polen              | 2009 |
| Nyíregyháza                      | Ungarn             | 2004 |
| Ochota, Stadtbezirk von Warschau | Polen              | 2006 |
| Opole                            | Polen              | 2005 |
| Oradea                           | Rumänien           | 2003 |
| Potsdam                          | Deutschland        | 2023 |
| Powiat Nowosolski                | Polen              | 2010 |
| Přerov                           | Tschechien         | 2010 |
| Rybnik                           | Polen              | 2001 |
| Rzeszów                          | Polen              | 2000 |
| Serpuchow                        | Russland           | 2001 |
| Surgut                           | Russland           | 2003 |
| Świdnica                         | Polen              | 2008 |
| Târgoviște                       | Rumänien           | 2005 |
| Tomaszów Mazowiecki              | Polen              | 2004 |
| Trakai                           | Litauen            | 2006 |
| Zielona Góra                     | Polen              | 2001 |

### Vereine
Bekannt sind der Fußballverein Spartak („Spartakus“, früher Prikarpattja („Vorkarpaten“)) sowie der Schachverein Mistez.

## Persönlichkeiten
Zu den bekannten zeitgenössischen Persönlichkeiten der Stadt gehören u. a. die Schriftstellerin Swetlana Alexandrowna Alexijewitsch (* 1948) und der Schriftsteller Jurij Andruchowytsch (* 1960). Weitere Persönlichkeiten der Stadt unter 